# 薩哈林短吻獅子魚
薩哈林短吻獅子鱼，为輻鰭魚綱鮋形目杜父魚亞目狮子鱼科的其中一種。分布於西北太平洋區的鄂霍次克海南方海域，棲息在水深218公尺的水域，體長可達6.9公分，生活習性不明。